# Gnamptogenys lacunosa
Gnamptogenys lacunosa is een mierensoort uit de onderfamilie van de Ectatomminae. De wetenschappelijke naam van de soort is voor het eerst geldig gepubliceerd in 2004 door Lattke.